# كارل ترول
كارل ترول (24 ديسمبر 1899 - 21 يوليو 1975) (بالألمانية: Carl Troll) عالم جغرافي وعالم نبات ألماني.

## مسيرته
من عام 1919 حتى عام 1922، درس ترول البيولوجيا والكيمياء والجيولوجيا والجغرافيا والفيزياء في جامعة لودفيغ ماكسيميليان في ميونخ. في عام 1921 حصل على الدكتوراه في علم النبات، وفي عام 1925 حصل على شهادة التأهل للأستاذية في الجغرافيا.
بين عامي 1922 و1927 عمل مساعدا في معهد الجغرافيا في ميونيخ. شارك ترول في البحوث المتعلقة ببيئة وجغرافيا الأراضي الجبلية. بين عامي 1926 و1929، قام برحلة بحثية في جميع أنحاء بلدان الأنديز بأمريكا الجنوبية، حيث زار شمال تشيلي وبوليفيا وبيرو والإكوادور وكولومبيا وبنما. في عامي 1933 و1934، نقلته اهتماماته البحثية إلى شرق وجنوب إفريقيا؛ في عام 1937 كان ترول في إثيوبيا. وفي عام 1954 زار المكسيك.
في عام 1930 أصبح أستاذًا للجغرافيا الاستعمارية والخارجية في برلين، وفي عام 1938 أصبح أستاذًا للجغرافيا في بون. صاغ ترول، الذي استخدم الصور الجوية في بحثه، مصطلح بيئة المناظر الطبيعية في عام 1939.
كارل ترول رئيسا للاتحاد الجغرافي الدولي من 1960 إلى 1964.